# ЄС ЕОМ

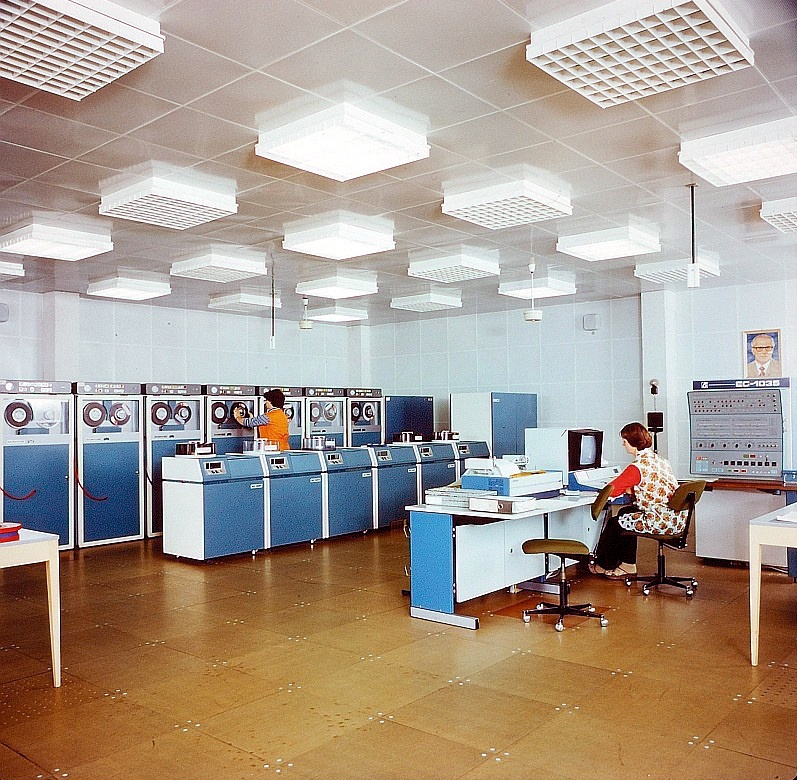
Машинний зал ЄС ЕОМ, зліва направо: накопичувачі на магнітній стрічці, накопичувачі на магнітних дисках, пульт оператора, стійка процесора ЄС 1035. НДР

ЄС ЕОМ (Єдина Серія Електронних Обчислювальних Машин) — радянська серія комп'ютерів, що випускалися з 1971 року до середини 1990-х років. Машини серії були клонами комп'ютерів фірми IBM серій IBM System/360, IBM System/370, забезпечувались повною програмною та частковою апаратною (лише на рівні інтерфейсів пристроїв вводу-виводу) сумісністю з відповідними прототипами IBM 360/370.
Ряд моделей і периферійних пристроїв випускались в кооперації з іншими соціалістичними країнами (НДР, Угорщина, Болгарія, Чехословаччина, Румунія, Польща, Куба). Метою цього було, перш за все, досягнення об'єднаного наукового та виробничого потенціалу, який можна було б протиставити Заходу.

## Історія

### Передумови виникнення серії
В середині 1960-х років в СРСР в галузі обчислювальної техніки виявився ряд проблем, а саме:
- Недостатня загальна кількість ЕОМ;
- Наявність в експлуатації десятків різних несумісних моделей ЕОМ, що ускладнювало вирішення великих обчислювальних та організаційних завдань;
- Орієнтація радянських ЕОМ того часу виключно на чисельні розрахунки і частково на управління обладнанням, а також орієнтація програмного забезпечення на розв'язання задач переважно в області математики та фізики;
- Наявність значного відставання в області системного програмування, в тому числі робота без операційної системи і програмування безпосередньо в машинних кодах (навіть без асемблера);
- Обмеженість типів периферійного обладнання.

Назрівала необхідність «великого стрибка» — переходу до масового виробництва уніфікованих ЕОМ, оснащених великою кількістю стандартизованого програмного забезпечення та периферійного обладнання. Для вирішення цього завдання в 1966 році в народногосподарському плані постало завдання Міністерству радіопромисловості СРСР розробити пілотний проєкт дослідно-конструкторської роботи (ДКР) «Ряд», зформульоване начальником Головного управління з обчислювальної техніки МРП СРСР М. К. Сулимом.
Розробка пілотного проєкту була доручена Інституту точної механіки та обчислювальної техніки. Звіт, представлений інститутом в середині 1966 року, не задовольнив міністерство, оскільки показав відсутність інтересу авторів звіту до створення в СРСР такого ряду машин. В результаті Міністерство радіопромисловості наказом від 22 лютого 1967 доручило керівництво розробкою пілотного проєкту Конструкторському бюро Промислової Автоматики, яке виявило значно більший інтерес до проєкту.
Найбільші суперечки щодо архітектури Ряду викликали логічна структура процесорів, система команд, принципи зв'язку із зовнішніми пристроями. Склад та характеристики периферійного обладнання не викликали дискусій.
В цілому результати дискусії зводилися до того, що доцільно взяти за основу архітектуру широко поширеною на Заході системи IBM System/360:
- Архітектура ЕОМ в той час не підлягала патентуванню, патентували лише її конкретне виконання, яке — унаслідок дії ембарго на експорт обчислювальної техніки — передбачалося створити самостійно.
- Більшість елементів цієї архітектури були вже відомі радянським розробникам.
- Дану архітектуру прийняли і успішно розробляли незалежно уже кілька провідних зарубіжних фірм — RCA (США), ICL (Велика Британія), Siemens (ФРН), і навіть «Robotron» в НДР.
- Згідно з дослідженнями ІПМ АН СРСР, програми, складені для IBM System/360, вимагали в 1,5-2 рази менше пам'яті, ніж аналогічні для БЕСМ-6 та М-20.
- У серії IBM System/360 було вперше реалізовано ряд унікальних для того часу перспективних рішень: універсальна архітектура, орієнтована як на розрахунки, так і на обробку даних; лінійка сумісних моделей ЕОМ різної продуктивності; байтова адресація пам'яті, мікрокод. Крім того, окремі моделі IBM System/360 були одними з перших систем з віртуальною пам'яттю.

Головне питання для прихильників клонування, фактично, був у тому, чи можливо скопіювати апаратну частину системи без повної технічної документації, або ж її доцільніше реалізувати заново «з нуля», одночасно доповнивши і поліпшивши.
Як альтернативні варіанти розглядалося співробітництво на рівноправних умовах з будь-якою з західноєвропейських фірм. Академік А. А. Дородніцин, прихильник цього варіанту, як партнера розглядав англійську фірму ICL. Керівництво IBM від подібного співробітництва відмовилося.
Свою роль зіграла і презентація, зроблена в США для радянської урядової делегації на чолі з головою уряду СРСР О. Н. Косигіним в 1971 році, яка демонструвала успішне широке використання лінії IBM System/360.

### Розвиток серії
Спеціально для цього проєкту був створений Науково-дослідний центр електронної обчислювальної техніки (НДЦОВТ), Генеральним конструктором серії був призначений С. А. Крутовських. Значна частина роботи НДЦЕОТ полягала в клонуванні оригінального програмного забезпечення IBM System/360, безліч співробітників були зайняті дослідженням дизасембльованого машинного коду оригінального комп'ютера і його адаптацією. Клонуванню також сприяв той факт, що фірма IBM значну частину ОС постачала у початкових текстах, що дало можливість доопрацювати систему, усунути багато помилок в коді системи і ввести додаткові можливості. Пізня система ОС ЄС 6.1.9 була вже набагато стабільніше оригіналу OS/360 21.8 (останньої системи лінії).
У ЄС ЕОМ була скопійована тільки архітектура системи, апаратна ж реалізація була створена заново (апаратна реалізація була захищена патентним законодавством США, а архітектура — ні). На надійність і експлуатаційні характеристики цієї серії негативно впливала низька якість радянських компонентів.

## Технічні характеристика

### Архітектура та система команд
Основними кодами для ЄС ЕОМ є ASCII-сумісний КОІ-8 і внутрішній код ДКОІ-8, розроблений на основі міжнародного коду EBCDIC.
Архітектура для програміста являла собою ЕОМ з одно-, двох-і трьохадресними командами шести форматів довжиною від 2 до 6 байт, шістнадцятьма 32-розрядними регістрами загального призначення (РЗП) і чотирма 64-розрядними регістрами для операцій з рухомою комою. Також був 64-бітний регістр PSW (англ. Program Status Word), що містив лічильник команд, ознаки результату та іншу системну інформацію. Введення-виведення здійснювалося каналами вводу-виводу, що представляли собою вузькоспеціалізовані процесори з власним набором команд. Передбачалися байт-мультиплексні, блок-мультиплексні і селекторні канали. Мультиплексні канали підтримували одночасну роботу з декількома периферійними пристроями в рамках одного сеансу (ланцюжка команд), селекторні — тільки з одним периферійним пристроєм за сеанс. У пізніх моделях сімейства ЄС були впроваджені блок-мультиплексні канали, як гнучкіші в роботі.
На апаратному рівні каналів підтримувалися досить складні операції: наприклад, пошук в індексно-послідовному файлі.
Фізична реалізація залежала від моделі. Так, у молодшій моделі (ЄС-1020) регістри загального призначення були насправді комірками оперативної пам'яті.
У той же час, в серію з «політичних» міркувань було включено кілька моделей абсолютно іншої архітектури, наприклад, серія ЄС-1010 (1012, 1011), що випускалася в Угорщині, і ЄС-1021 (у Чехословаччині).

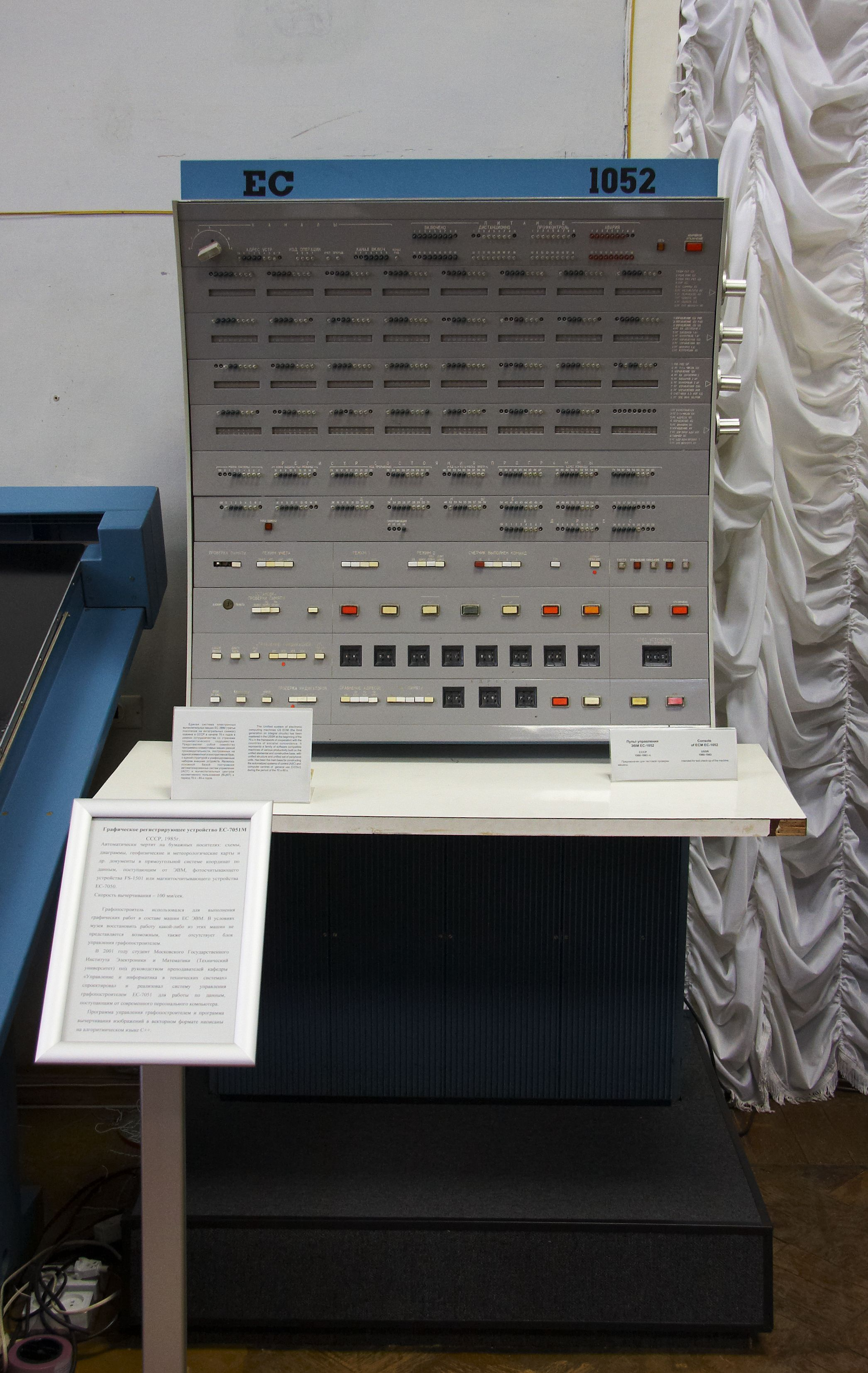
Панель керування стійки процесора ЄС-1052

### Моделі і конфігурації
Перші комп'ютери з'явилися в 1971 році. Вони випускалися, зокрема, на заводах в Казані, Мінську, Пензі. Останні машини були випущені в 1998 році (ЄС-1220). Всього було випущено понад 15 тис. машин ЄС ЕОМ.
Комп'ютери серії ЄС ЕОМ умовно відносили, відповідно до їх архітектурою, до т. зв. «Ряду 1», «Ряду 2», «Ряду 3», «Ряду 4».
До «Ряду 1» (аналог серії IBM System/360) належали моделі 1020, 1030, 1032, 1040, 1050, 1060 (насправді випускалася в рамках Ряд 2) і засновані на них вдосконалені моделі, наприклад, ЄС-1022, ЄС-1052.
До «Ряду 2» (аналог серії IBM System/370) належали моделі 1025, 1035, 1045, 1055, 1065.
До «Ряду 3» належали моделі 1036, 1046, 1066, 1068.
Розроблені і випускалися в Угорській Народній Республіці моделі 1010, 1011, 1012 і 1015 номінально належали до Ряду 1 і Ряду 2, відповідно, але мали архітектуру французьких міні-ЕОМ Mitra.
У серіях пристроїв Ряд 3 та особливо Ряд 4 був запланований і частково реалізований ряд технічних удосконалень, які не мали аналогів в IBM-івської серії машин. Реалізовувалися спеціалізовані обчислювальні блоки, такі як векторні і матричні процесори, процесори, які працювали на інших фізичних принципах (наприклад оптичний) і т. д.
Практично всі ці розробки були зупинені в 1990-х роках після розпаду СРСР.
Останні машини серії ЄС випускалися вже під ліцензією і з використанням обладнання IBM.
Апаратна основа всіх комп'ютерів — плати з мікросхемами розміром 140 × 150 мм (т. зв. ТЕЗ — типові елементи заміни, або «радіоелектронні модулі 1-го рівня») — один ТЕЗ міг вміщувати до 60 мікросхем (5х12). Конструктивно комп'ютери представляли собою великі стійки («шафи», або «радіоелектронні модулі 3-го рівня») приблизно в зріст людини (1200 × 750 × 1600 мм для ЄС-1030 і 1200 × 860 × 1600 мм для ЄС-1046) і відповідні їм за розмірами периферійні пристрої — принтери, накопичувачі на магнітних стрічках, накопичувачі на магнітних дисках тощо.
Мало місце чітке розділення функціональних блоків: стійка процесора, стійка (або стійки) з оперативної пам'яті тощо.
Для кодування блоків і периферійних пристроїв, від процесора і пам'яті до периферії, була встановлена спеціальна числова класифікація. Коди пристроїв:
- 20XX — процесор;
- 32XX — оперативна пам'ять;
- 4XXX — мультиплексний або селекторні канали;
- 5XXX — пристрої керування накопичувачами і самі накопичувачі на магнітній основі (НМС і НМД);
- 6XXX — пристрої введення інформації (з ПК — перфокарт, ПЛ — перфострічок);
- 7XXX — пристрої виведення інформації (наприклад, дисплей модель 7927, принтер модель 7040),
- 8ххх — пристрої телеобробки даних (наприклад, мультиплексор передачі даних ЄС-8400) і т. д.

Для установки і розміщення всіх блоків комп'ютера було потрібно окреме приміщення (або навіть кілька приміщень) площею не менше 25-30 м², зі спеціальною фальшпідлогою (для прокладки під ним всіх сполучних кабелів), системами вентиляції та охолодження.
Машини, вироблені за вимогами військового приймання, були здатні витримувати ударні навантаження до 15g по трьох осях. ЕОМ ЄС-1033 і ЄС-1045 встановлювалися на кораблях серії КВК і витримували качку до 10 градусів.
Технічні характеристики коротко описувалися швидкодією процесора (від десятків тисяч до мільйонів операцій в секунду на суміші Гібсона), а також об'ємом оперативної пам'яті — орієнтовні значення від 64 КБ на молодших моделях до 16 МБ в останніх старших моделях.
Характеристики деяких моделей ЄС ЕОМ:
| Модель     | Початок випуску | оп/сек      | Оперативна пам'ять, КБ           | Цикл ОЗП, мкс | Потужність каналів, МБ/сек | База | Виробник       | Число шт    |
| ---------- | --------------- | ----------- | -------------------------------- | ------------- | -------------------------- | ---- | -------------- | ----------- |
| Ряд 1      |                 |             |                                  |               |                            |      |                |             |
| ЄС-1010    | 1971            | 2,75 × 10 3 | 8-64                             | 1             |                            |      | Угорщина       |             |
| ЄС-1012    |                 |             |                                  |               |                            |      | Угорщина       |             |
| ЄС-1020    | 1972            | 2 × 10 4    | 64-256                           | 2             | 1,68                       |      | СРСР           | 755         |
| ЄС-1021    | 1972            | 4 × 10 4    | 16-64                            | 2             |                            |      | Чехословаччина |             |
| ЄС-1022    | 1975            | 4 × 10 4    | 128-512                          | 2             |                            | 155  | СРСР           |             |
| ЄС-1030    | 1973            | 6 × 10 4    | 256-512                          | 1,5           | 2                          |      | СРСР           | 436         |
| ЄС-1032    | 1974            | 2 × 10 5    | 128-1024                         | 1,2           |                            |      | Польща         |             |
| ЄС-1033    | 1976            | 2 × 10 5    | 512-1024                         | 1,25          | 2,2                        | 155  | СРСР           | 1963        |
| ЄС-1040    | 1971            | 3,5 × 10 5  | 128-1024                         | 1,25          |                            |      | НДР            |             |
| ЄС-1050    | 1973            | 5 × 10 5    | 256-1024                         | 1,25          | 4                          |      | СРСР           | 87          |
| ЄС-1052    | 1978            | 7 × 10 5    | 1024-8192                        |               | 5,2                        | 155  | СРСР           | 74          |
| ЄС-1060    | 1977            | 1 × 10 6    | 2048-8192                        | 0,65          | 9                          | 500  | СРСР           | 315         |
| Ряд 2      |                 |             |                                  |               |                            |      |                |             |
| ЄС-1015    |                 | 2 × 10 4    |                                  |               |                            |      | Угорщина       |             |
| ЄС-1025    | 1979            | 6 × 10 5    | 256                              | 1,5           |                            | 500  | Чехословаччина |             |
| ЄС-1035    | 1977            | 1,5 × 10 5  | 256-1024                         | 1             | 1,2                        | 500  | СРСР           | 2138        |
| ЄС-1045    | 1979            | 8 × 10 5    | 1024-4096                        | 1             | 5                          | 500  | СРСР           | 1865        |
| ЄС-1055    | 1979            | 6 × 10 5    | 1024-2048                        | 1,14          | 6                          | 500  | НДР            |             |
| ЄС-1061    | 1983            | 2 × 10 6    | 8192                             |               |                            |      | СРСР           | 566         |
| ЄС-1065    | 1984            | 4 × 10 6    | 2048-16384                       |               | 6,4                        |      | СРСР           | 5           |
| Ряд 3      |                 |             |                                  |               |                            |      |                |             |
| ЄС-1016    |                 |             |                                  |               |                            |      | Угорщина       |             |
| ЄС-1026    |                 |             |                                  |               |                            |      | Чехословаччина |             |
| ЄС-1036    | 1983            | 4 × 10 5    | 2048-4096                        |               | 1,4                        | 500  | СРСР           | 2073        |
| ЄС-1046    | 1984            | 1,3 × 10 6  | 4096-8192                        | 1             | 8,1                        | 500  | СРСР           | 800         |
| ЄС-1066    | 1986            | 4,5 × 10 6  | 8192-32768 (двопроцесорна)       | 0,4           | 15,4                       | 500  | СРСР           | 422         |
| ЄС-1068    |                 |             |                                  |               |                            |      | СРСР           | 18          |
| ЄС-1087.20 | 1988            | 1,5 × 10 7  | 32768-294912 (два блоки ЄС-3948) |               |                            |      | СРСР           |             |
| ЄС-1007    | 1986            |             | 1024-4096                        |               |                            |      | СРСР           | 0           |
| Ряд 4      |                 |             |                                  |               |                            |      |                |             |
| ЄС-1130    | 1994            | 2 × 10 6    | 8192-16384                       |               |                            |      |                | 230 (437 ?) |
| ЄС-1181    | 1994            | 1 × 10 7    | 65539-131072                     |               |                            |      |                |             |
| ЄС-1220    | 1995            |             |                                  |               |                            |      |                |             |

#### Ряд 1
ЄС-1010, ЄС-1011 і ЄС-1012 проводилися в Секешфехерварі, Угорщина. Крім того, в Будапешті вироблялися термінали VIDEOTON.
ЄС-1020 була розроблена і вироблялася в Мінську. Головний конструктор — В. В. Пржиялковский. Складалася з процесора ЄС-2020, блоку оперативної пам'яті ЄС-3220, зовнішніх накопичувачів: на магнітних дисках (ЄС-5551) і на магнітній стрічці (ЄС-5511). Пристроями вводу-виводу — апаратура зв'язку оператора з ЕОМ ЄС-7070, ЄС-6012, ЄС-6022, пристрої виведення ЄС-7030, ЄС-7010, ЄС-7022. Машина вимагала приміщення площею 100 м² і споживала 21 кВА.
ЄС-1021 була розроблена в Чехословаччині. Випускалася на заводі ЗПА в місті Чаковіце (чеськ. Čakovice), займала приміщення площею 50 м².
ЄС-1022 розроблялася під керівництвом І. К. Ростовцева в Мінську. Основні розробники — В. П. Качків, М. І. Коротченя, М. І. Кривонос, В. М. Ленкова, Г. Д. Смирнов, М. Ф. Чалайдюк, В. П. Шершень. Вироблялася в Мінську, Бресті і Софії. Процесор ЄС-2422, ОЗП ЄС-3222, накопичувач на магнітних дисках ЄС-5052 або ЄС-5056, накопичувач на магнітній стрічці ЄС-5012 або ЄС-5017. Випуск закінчений в 1982 році, всього вироблено 3929 машини (наймасовіша модель ЄС ЕОМ). АЛУ 16-розрядне. Машина вимагала приміщення площею 108 м² і споживала 25 кВА.
ЄС-1030 була розроблена під керівництвом М. Семірджана в Єревані і проводилася в Казані. Машина вимагала приміщення площею 110 м² і споживала 21 кВА. На базі цієї моделі був створений перший в серії ЄС ЕОМ двомашинні комплекси ВК-1010.
ЄС-1032 була розроблена в Вроцлаві, Польща і в СРСР не поставлялася. На відміну від всіх інших машин перших трьох рядів, вона використовувала елементну базу виробництва Texas Instrument (серія ІС SN-74) і збільшені до 280×150 мм ТЕЗи. Це була перша машина серії ЄС з багатошаровими друкованими платами ТЕЗ і напівпровідниковою оперативною пам'яттю.
ЄС-1033 розроблялася під керівництвом В. Ф. Гусєва в Казані. Випускалася там же по 1983 рік. Елементна база включала спеціалізовані мікросхеми АЛП. Процесор — ЄС-2433, ОЗП — ЄС-3207 або ЄС-3208. Машина вимагала приміщення площею 120 м² і споживала 40 кВА.
ЄС-1040 створена і вироблялася в Карлмарксштадті (нині Хемніц) під керівництвом М. Гюнтера.
Розробкою ЄС-1050 керував В. С. Антонов. Розробка і виробництво — Москва, Пенза. У процесорі реалізовано трьохстадійний асинхронний конвеєр.
ЄС-1052 відрізнялася від ЄС-1050 в першу чергу напівпровідниковою пам'яттю і використанням розширеного набору 137 і 138 серій. Модернізація під керівництвом В. С. Антонова і В. А. Ревунова. Виробник — м. Пенза.
В ЄС-1060 вперше для серії з'явилася підтримка механізма віртуальної пам'яті, обчислень з 128-бітною точністю і автоматичного повторення збійних команд. Розроблялася під керівництвом В. С. Антонова в Москві і Пензі. Основні розробники — Ю. С. Ломов, Є. М. Уробушкін, А. А. Шульгин. Машина вимагала приміщення площею 200 м² і споживала 80 кВА.

#### Ряд 2
ЄС-1015 вироблялась в Секешфехерварі, Угорщина.
ЄС-1025 була розроблена в Чехословаччині.
ЄС-1035, перша в Ряду-2, розроблена під керівництвом Г. Д. Смирнова в Мінську. На відміну від аналога з Ряду-1, підтримувала віртуальну пам'ять. Основні компоненти:
- Процесор ЄС-2635 (виконання .03 або .21, стійка) у складі:
  - Власне процесора ЄС-2435 або ЄС-2435.21 (мікропрограмних, мікрокод вертикальний, шириною 32 біта, пам'ять мікрокоду об'ємом 32-48 КБайт)
  - Оперативна пам'ять ЄС-3235, ЄС-3237 або ЄС-3238 (на DRAM чипах ємністю по 4 кілобита)
  - Пульта оператора ЄС-1535.01 або .03
  - Пультового накопичувача для введення мікропрограм (стрічкового) ЄС-3535 (іноді в процесі експлуатації замінювався на дисковод)
  - Блоку живлення ЄС-0835.01
- Різний комплект накопичувачів, таких як накопичувач на магнітних дисках ЄС-5061, накопичувач на магнітній стрічці ЄС-5017. Більшість машин використовувалися з НЖМД серії ЄС-5067 (ємність 100 або 200 МБ), як правило моделей Ізот А544Е або Ізот А529Е.
- Термінали
- Засоби введення-виведення інформації (на перфокарти і на перфострічки), алфавітно-цифровий принтер.

Мала співпроцесор, що забезпечував сумісність з ЕОМ Мінськ-32.
ЄС-1045 розроблялася під керівництвом А. Т. Кучукяна, вироблялась в Єревані і Казані.
ЄС-1055 і ЄС-1055М випускалися в НДР.
Головний конструктор ЄС-1061 — Ю. В. Карпіловіч.
ЄС-1065 створювалася під керівництвом А. М. Литвинова, пізніше — В. У. Плюсніна.

#### Ряд 3
ЄС-1016 виготовлялась в Угорщині і в СРСР не поставлялася.
ЄС-1026 виготовлялась в Чехословаччині та в СРСР не поставлялася.
ЄС-1036 виготовлялась в Мінську. Головний конструктор  — Р. М. Асцатуров. Процесор мав кеш-пам'ять об'ємом 8 КБ, оперативна пам'ять побудована на мікросхемах DRAM об'ємом 4 Кбіт. Мікрокод мав ширину мікрокоманди 32 біти і зберігався в швидкодіючій пам'яті мікрокоманд з можливістю програмної модифікації (тестування, мікропрограмна підтримка спеціальних механізмів операційної системи). Машинний такт був змінним, залежно від типу мікрокоманди, і мав довжину 90, 135, 180 нс. Машина вимагала приміщення площею 100 м² і споживала 40 кВА.
ЄС-1046 розроблялася під керівництвом А. Т. Кучукяна, вироблялась в Єревані і Казані. Мікрокод процесора — горизонтально-вертикальний, ширина мікрокоманди — 72 біта, зберігався в швидкодіючій пам'яті мікрокоманд з можливістю програмної модифікації (тестування, мікропрограмна підтримка спеціальних механізмів операційної системи), об'єм — 8192 команди. Машинний такт був фіксованим і мав довжину 100 нс. До складу машини входив додатковий спеціальний арифметичний процесор — акселератор — реалізований на ППЗП, який забезпечував швидке виконання окремих арифметичних операцій.
Розробкою ЄС-1066 керував Ю. С. Ломов і В. А. Ревунов. Вироблялась в Пензі та Мінську.
ЄС-1068 був двохпроцесорним комплексом на базі ЄС-1066 зі співпроцесором обробки чисел з рухомою комою ЄС-2617. Вироблялась в Пензі і, в основному, в Мінську.

#### Ряд 4
ЄС-1087 архітектурно близька до ЄС-1066, але заснована на мікросхемах БМК, кожна з яких заміняє один ТЕЗ прототипу. Серійне виробництво передбачалося в Пензі, але розгорнуто не було.
ЄС-1130 розроблявся в Мінську за участю фахівців з Москви та Києва. Головний конструктор — В. П. Качків, основні розробники — М. Е. Неменман, М. П. Котов і А. Г. Римарчук. Використовувався мікропроцесорний набір К-1800 (виробництво заводу «Вента», Вільнюс). Конвеєрний процесор, до 1 інструкції за такт, потужна система самодіагностики. Як системний термінал та інженерний пульт використовувався клон IBM PC — ЄС-1840.
ЄС-1170 розроблялася в Єревані. У 1989 році фінансування робіт було припинено.
ЄС-1181 розроблялася в Москві. Використовувалися мікросхеми серії И-300Б, адресний простір розширено до 2 ГБ, введені додаткові команди. Машина не вимагала зовнішньої примусової вентиляції і розташовувалася в одній стійці. Був зібраний один примірник, що пройшов держвипробування. Серійне виробництво організовано не було.
У 1986 році була анонсована розробка суперкомп'ютера ЄС-1191. Роботи завершені не були.

#### Інші
БЦВМ з архітектурою серії ЄС. ЕОМ А-30 (В. М. Карасик і В. І. Штейнберг) мала урізаний (без операцій з плаваючою точкою і десяткової арифметики) набір команд, А-40 була повністю сумісна з ЄС ЕОМ. У 1967 році в НДІ автоматичної апаратури Мінрадіопрому СРСР під керівництвом Н. Я. Матюхіна була почата розробка ЕОМ 5Е76, що використовує систему команд ЄС ЕОМ і гібридні ДТЛ ІС серії «Посол» 217. На основі цієї ЕОМ, а так само її модернізованого варіанту, 5Е76Б (випуск з 1970 року), були побудовані багатомашинні обчислювальні комплекси 65С180, 5Е12, ВК 11лб.
Всі моделі ЄС ЕОМ Ряд-1, Ряд-2 і Ряд-3, як і їхні прототипи фірми IBM, мали з точки зору програміста 32-розрядну архітектуру з 24-розрядної шиною адреси, що дозволяло адресувати максимум 16 мегабайт фізичної оперативної пам'яті. Для того часу це був дуже великий об'єм. У пізніших моделях IBM шина адреси була розширена до 31 розряду, а потім введений 64-розрядний режим, але ці зміни в серії ЄС ЕОМ були відтворені тільки в одиничних передсерійних машинах Ряду-4. Слід так само згадати про ЄС-1220, яка формально входить до Ряд-4, реально ж являє собою адаптовану версію System/390 з 64-бітовим процесором виробництва IBM і периферією радянської виробництва з імпортних комплектуючих.

### Засоби телеобробки даних
Всі моделі ЄС ЕОМ мали можливості обробки даних, що формуються на видаленні від ЕОМ і переданих по телекомунікаційних каналах зв'язку. З цією метою був розроблений і запущений у серійне виробництво ряд мультиплексорів передачі даних і абонентських пунктів.
Мультиплексор передачі даних (МПД) ЄС-8400 (прототип IBM2702) був розроблений в науково-дослідному інституті обчислювальної техніки (НІІВТ, Пенза). Головний конструктор — Лось С. Г. МПД ЄС-8400 забезпечував сполучення ЕОМ через 15 телефонних та/або телеграфних каналів зв'язку з абонентськими пунктами ЄС ЕОМ (або сумісними з ними) і стандартними телеграфними апаратами. Вироблявся серійно.
Мультиплексор передачі даних ЄС-8402 (прототип IBM2703) був розроблений в Науково-дослідному центрі електронної обчислювальної техніки (НІЦЕВТ, Москва) і забезпечував аналогічні функції при роботі по 176 каналах. Серійне виробництво — Пенза.
Абонентський пункт ЄС-8561 (розробка НІІВТ, Пенза) — одиночний дисплейний термінал, оснащений друкарською машиною. Серійне виробництво — Баку.
Абонентський пункт ЄС-8563 (розробка НІІВТ, Пенза) — груповий абонентський пункт, який мав до 32 дисплейних терміналів, оснащений друкарською машиною. Серійне виробництво — Баку.

### Схемотехнічні рішення
Низька якість комплектуючих вимагала застосування спеціальних схемотехнічних рішень для виправлення апаратних помилок. Для цього в окремих, переважно старших, моделях застосовувались механізми повторного виконання операцій читання та запису в ОП, відключення КЕШ-пам'яті, повторного виконання збійної команди тощо.

## Програмне забезпечення
Комп'ютери ЄС ЕОМ працювали або під управлінням однозадачной дискової операційної системи (ДОС ЄС, зазвичай, ранні / молодші моделі), або багатозадачних операційних систем (ОС ЄС), СВМ (Система віртуальних машин), TKS і МВС (більш просунуті моделі), всі ці системи були аналогами продуктів IBM. Операційна система СВМ була поєднана з ОС ЄС версії 7.
Для початку роботи з операційною системою була потрібна складна процедура генерації операційної системи з дистрибутиву, з налаштуванням для роботи на конкретному екземплярі комп'ютера в конкретній конфігурації (процесора, пам'яті, каналів вводу-виводу) і всієї їх периферії, і, потім, трудомістка установка і налагодження (загальний час генерації та установки системи — до декількох тижнів). У розробленій в НДР TKS ця проблема була вирішена прямо: система ставилася без генерації з готового завантажувального образу. В ОС ЄС версії 7, що входила до складу СВМ, проблема вирішувалася наступним шляхом: генерацію і установку нової версії системи можна було виконати на віртуальній машині під управлінням старої версії, а потім просто перенести з віртуальної машини однієї версії СВМ в іншу.
Для комп'ютерів серії ЄС ЕОМ розроблялися також інші операційні системи, але скільки-небудь широкого поширення вони не отримали. Так, наприклад, в МДУ для ЄС-1010 і ЄС-1011 була розроблена ОС MISS. Також існувала Мобільна Операційна Система МОС ЄС, яка являла собою реалізацію ОС Unix на ЄС ЕОМ. Але Unix в ті часи вважався спрощеною системою в порівнянні зі «справжніми» системами МВС, ОС ЄС і СВМ, тому за рамки академічних експериментів МОС ЄС практично не вийшла.
Для вирішення прикладних завдань використовувалися мови програмування Фортран, Кобол, ПЛ/1. Для запуску програм і управління завданнями була розроблена спеціальна мова JCL (Job Control Language, мова управління завданнями) та інші.
Переважна більшість користувачів ЄС ЕОМ використовували Фортран, Кобол, ПЛ/1. Остання була впроваджена як універсальна мова, яка мала більш широкі виразні можливості, проте, через значну складність, не отримала значного поширення поза мейнфреймів.

## Кооперація в РЕВ
У НДР розробками і виробництвом за проєктом ЄС займався науково-виробничий комбінат «Robotron».
У Чехословаччині координація роботи проводилася під егідою створеного в 1969 році «Об'єднаного колективного підприємства з автоматизації та обчислювальної техніки» (ZAVT). Виробничі потужності включали національне народне підприємство ТЕСЛА, заводи «Зброевка», організації по збуту та обслуговуванню «Kancelarske stroje» в Чехії та «Datasystem» в Словаччині тощо.
Угорщина займалася в основному науковими і технічними розробками (в тому числі — в області організації обчислювальних мереж), а також підготовкою технічних кадрів і розробкою ПЗ.
Польща до вступу в проєкт вже активно розробляла ряд моделей ЕОМ сімейства ODRA, периферійно сумісних з різними модифікаціями IBM System/360 і ICL-1900 (в тому числі — по спільним проєктам). В рамках ЄС Польща виробляла машини ЄС-1030, ЄС-1032 і ЄС-1045, а також периферію — в першу чергу, пристрої для роботи з перфокартами.
В Болгарії на підприємстві ІЗОТ велись розробки ЕОМ ЄС-1020 (разом з мінським НДІЕОМ), випускалось периферійне обладнання та магнітні носії.
Інші країни РЕВ, які не мали настільки розвинених наукових і технічних напрацювань, використовувалися в основному як виробнича база для периферії. Широко практикувалося навчання студентів за кордоном, у тому числі — по обміну.
Не обходилося без внутрішніх непорозумінь: так, виник серйозний внутрішній скандал, коли виявилося, що розроблена в НДР машина 1040 виявилася швидше і стабільніше радянської 1050 і навіть експортується в Західну Європу.

## Роль серії у розвитку радянської інформатики
Роль ЄС ЕОМ у розвитку радянської інформатики неоднозначна.
На початковому етапі поява ЄС ЕОМ привело до уніфікації комп'ютерних систем, дозволило встановити початкові стандарти програмування і організовувати широкомасштабні проєкти, пов'язані з впровадженням програм. До цього програми, як правило, експлуатувалися виключно організацією-розробником, а впровадження було складним через різнорідності комп'ютерної техніки по країні. Без подібного роду уніфікації постановка глобальних завдань типу АСУ була б просто неможлива.
В цілому, впровадження ЄС ЕОМ дозволило скоротити відставання радянської комп'ютерної галузі від США по ряду позицій (проєктування, архітектури та апаратно-програмних комплексів, розробка програмного забезпечення, системотехніка, застосування ЕОМ для управління даними), а за окремими напрямками навіть вийти на лідируючі позиції (розробка матричних процесорів, розробка ефективних методів інтеграції декількох ОС на одній ЕОМ).
Ціною цього було повсюдне згортання власних оригінальних розробок і потрапляння в залежність від ідей і концепцій фірми IBM.